# Pimaj
Pimaj, także Pami – faraon, władca starożytnego Egiptu z XXII dynastii libijskiej, z czasów Trzeciego Okresu Przejściowego. Prawdopodobnie panował w latach 770-765 p.n.e. Był trzecim synem Szeszonka III i królowej Tentamenopet. Jest jednym z władców Egiptu, o którym niewiele wiadomo. Pewnym faktem z nim związanym jest to, iż był ojcem swego następcy – Szeszonka V oraz bratem regenta Athribis i Heliopolis – Bakennefiego. Prawdopodobnie także był bratem Paszedbasteta, Takelota i wielkiego kapłana Amona w Tanis – Padebehenbasteta. Tożsamość władcy nadal stanowi przedmiot dociekań. Według ocen niektórych egiptologów Pimaj i Pami to dwóch różnych władców. Imię Pimaj oznacza Lwa, zaś Pami – Kota, co można tłumaczyć także Ten, który należy do Kota (chodzi zapewne o boginię Bastet). Istnieją przypuszczenia, że utożsamianie jednego władcy z drugim może wynikać z błędu starożytnych kopistów, którzy omyłkowo połączyli te dwa imiona z jednym władcą. Przyjmuje się jednak, że Pimaj i Pami to ten sam władca. Wiadomo także, iż w czasie panowania Szeszonka III, Pimaj był Wielkim Wodzem Ma plemion libijskich. Jednym z niewielu zabytków, wymieniającym imię Pimaja jest stela z Serapeum w Sakkara, datowana na rok 2, II Peret dzień 1, mówiąca o pogrzebie świętego byka Apisa. Stela ta obecnie znajduje się w Muzeum w Luwrze.
Prawdopodobnie Pimaja pochowano w grobowcu nr II w królewskiej nekropoli w Tanis.

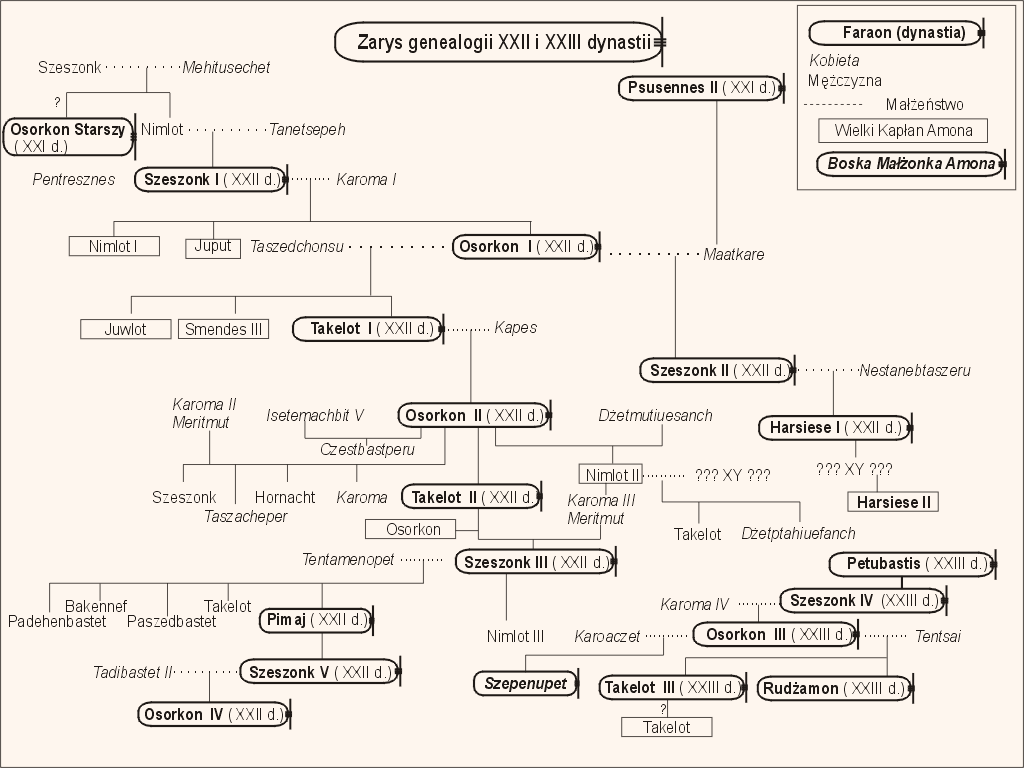
Zarys genealogii XXII i XXIII dynastii.

Jak wyglądał podział władzy w Egipcie w Trzecim Okresie Przejściowym 
.

## Tytulatura
| M23 · X1 | L2 · X1 |

| M23 · X1 | L2 · X1 |

| N5 | F12 | C10 | M17 | Y5 · N35 | U21 · N35 |

| N5 | F12 | C10 | M17 | Y5 · N35 | U21 · N35 |

| N5 | F12 | C10 | M17 | Y5 · N35 | U21 · N35 |

| N5 | F12 | C10 | M17 | Y5 · N35 | U21 · N35 |

| M23 · X1 | L2 · X1 |

| M23 · X1 | L2 · X1 |

| N5 | F12 | C10 | M17 | Y5 · N35 | U21 · N35 |

| N5 | F12 | C10 | M17 | Y5 · N35 | U21 · N35 |

| N5 | F12 | C10 | M17 | Y5 · N35 | U21 · N35 |

| N5 | F12 | C10 | M17 | Y5 · N35 | U21 · N35 |

| G39 | N5 |

| G39 | N5 |

| M17 | Y5 · N35 · N36 | G40 | W19 | M17 | M17 |

| M17 | Y5 · N35 · N36 | G40 | W19 | M17 | M17 |

| M17 | Y5 · N35 · N36 | G40 | W19 | M17 | M17 |

| M17 | Y5 · N35 · N36 | G40 | W19 | M17 | M17 |

| G39 | N5 |

| G39 | N5 |

| M17 | Y5 · N35 · N36 | G40 | W19 | M17 | M17 |

| M17 | Y5 · N35 · N36 | G40 | W19 | M17 | M17 |

| M17 | Y5 · N35 · N36 | G40 | W19 | M17 | M17 |

| M17 | Y5 · N35 · N36 | G40 | W19 | M17 | M17 |